# Liste der Gewässer in Wien
Diese Liste der Gewässer Wiens dient der Übersicht über Flüsse, Augewässer, Seen und Teiche sowie Bäche bzw. in Bachkanäle umgewandelte Bäche.

## Donauarme
- Alte Donau
- Donau
- Donaukanal
- Neue Donau

## Donauhäfen
- Wiener Häfen
  - Alberner Hafen
  - Freudenauer Hafen bzw. Winterhafen
  - Kuchelauer Hafen

## Augewässer (Donau-Altarme)
- Alte Naufahrt (Lobau)
- Blaues Wasser (Albern)
- Brunnader (Lobau)
- Dammhaufen (Prater)
- Dechantlacke (Lobau)
- Eberschüttwasser (Lobau)
- Fasangartenarm (Lobau)
- Gothenwasser (Lobau)
- Großes Schilloch (Stadlau)
- Groß-Enzersdorfer Arm (Lobau)
- Heustadelwasser (Prater)
- Irissee (Kaisermühlen)

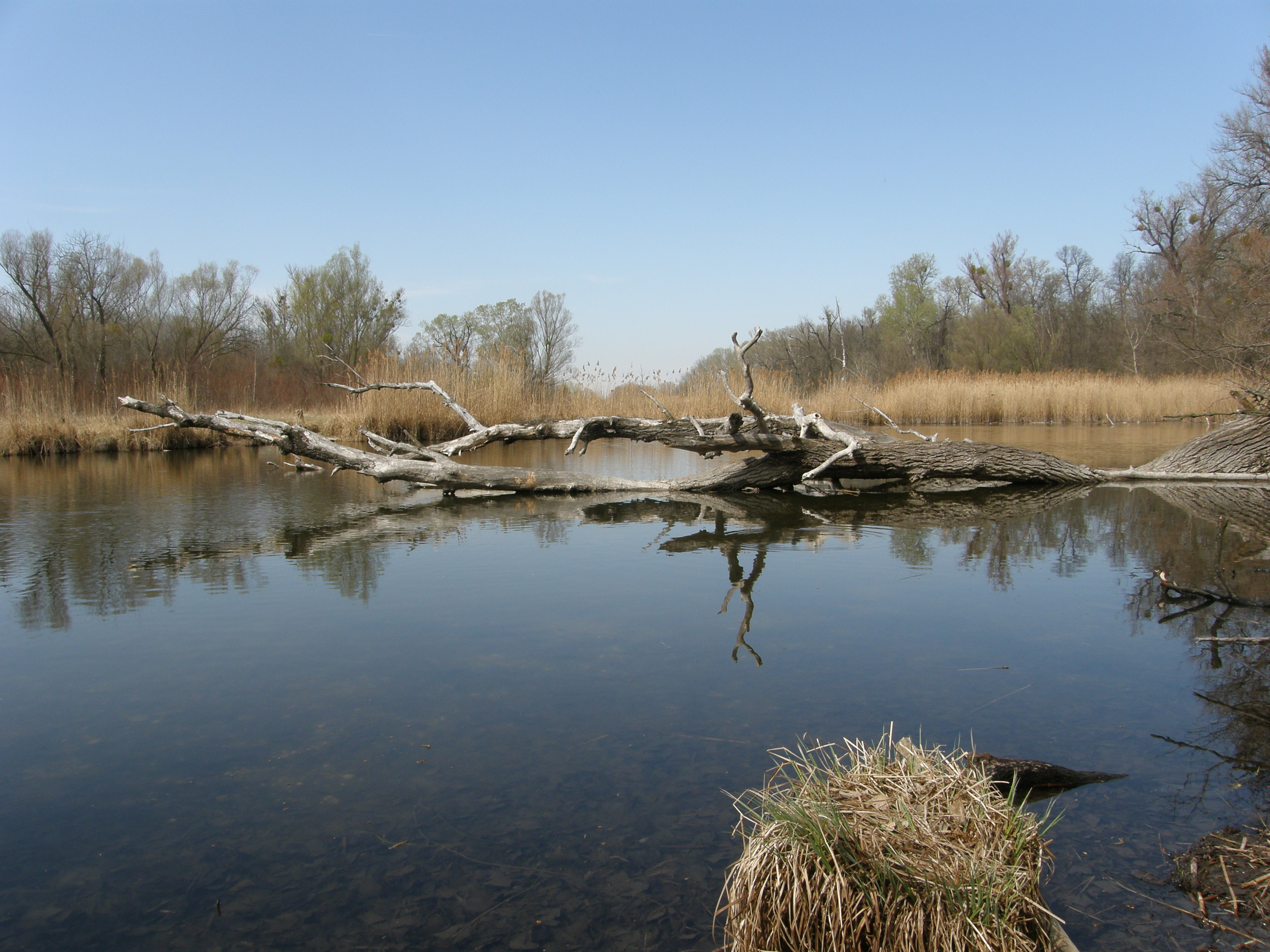
Die Panozzalacke mit Fasangartenarm

- Kaiserwasser (Kaisermühlen; siehe Fahnenstangenwasser, letzter Abschnitt)
- Kleines Schilloch (Stadlau)
- Krebsenwasser (Prater)
- Kühwörther Wasser (Lobau)
- Lausgrundwasser (Lobau)
- Lusthauswasser (Prater; siehe Lusthaus (Wien))

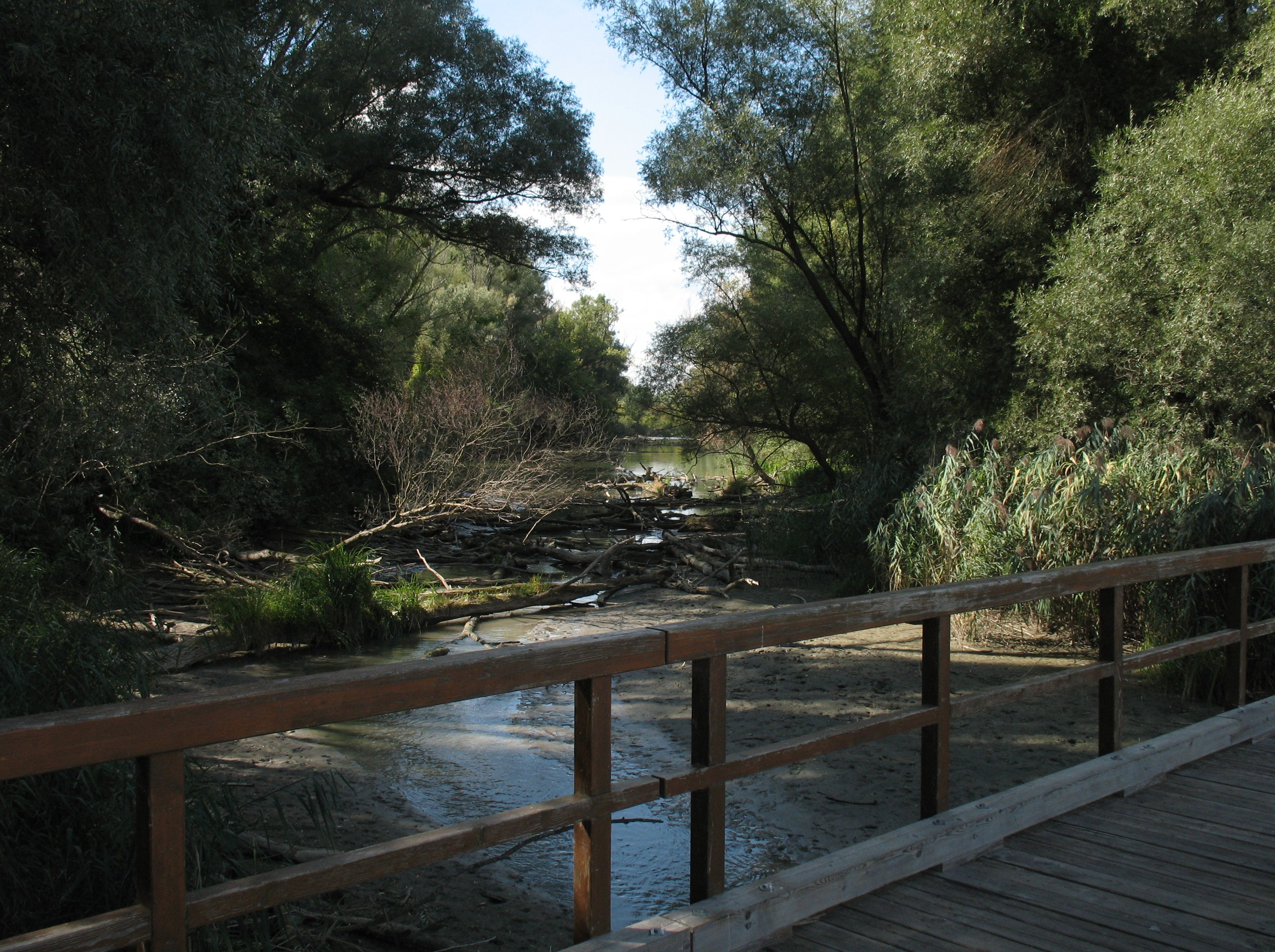
Toter Grund

- Mauthnerwasser (Prater) Toter Grund
- Mittelwasser (Lobau)
- Mühlwasser (Aspern)
- Oberes Mühlwasser (Stadlau)
- Oberleitner Wasser (Lobau)
- Panozzalacke (Lobau)
- Schillerwasser
- Schneidergrund (Albern)
- Tischwasser (Lobau)
- Toter Grund (Donauinsel)
- Unteres Mühlwasser (Stadlau)

## Flüsse und Kanäle
- Donau-Oder-Kanal
- Marchfeldkanal
- Liesing
- Wien

## Wienerwaldbäche
| Wienerwaldbäche auf dem Wiener Stadtgebiet | Wienerwaldbäche auf dem Wiener Stadtgebiet | Wienerwaldbäche auf dem Wiener Stadtgebiet | Wienerwaldbäche auf dem Wiener Stadtgebiet | Wienerwaldbäche auf dem Wiener Stadtgebiet | Wienerwaldbäche auf dem Wiener Stadtgebiet |
| Name                                       | Ursprung                                   | Mündung                                    | Durchflossene Gebiete                      | Verlauf                                    |                                            |
| ------------------------------------------ | ------------------------------------------ | ------------------------------------------ | ------------------------------------------ | ------------------------------------------ | ------------------------------------------ |
| Als 1                                      | Exelberg                                   | Donaukanal                                 | Neuwaldegg-Dornbach-Hernals-Alsergrund     | Großteils als Bachkanal                    |                                            |
| Ameisbach                                  | Steinhof                                   | Wienfluss                                  | Ottakring-Breitensee                       | Großteils als Bachkanal                    |                                            |
| Anderbach                                  | Gallitzinberg                              | Als                                        | Ottakring-Dornbach                         | Teilweise offen                            |                                            |
| Arbesbach 2                                | Dreimarkstein/Reisenberg                   | Krottenbach                                | Sievering                                  | Offen bis Obersievering                    |                                            |
| Asenbauergraben                            | Kadoltsberg                                | Lindgrabenbach                             | Mauer                                      | Teilweise offen                            |                                            |
| Döblinger Bach                             | Cottage                                    | Donaukanal                                 | Döbling                                    | Existiert nicht mehr                       |                                            |
| Dornbach                                   | Heuberg                                    | Anderbach                                  | Dornbach                                   | Offen                                      |                                            |
| Dürwaringbach                              | Schafberg                                  | Währingerbach                              | Gersthof                                   | Teilweise offen                            |                                            |
| Eckbach 3                                  | Exelberg/Dornbacher Forst (NÖ)             | Als                                        | Neuwaldegg                                 | Offen                                      |                                            |
| Erlenbach                                  | Heuberg                                    | Als                                        | Schottenwald                               | Offen                                      |                                            |
| Gausgraben                                 | Heuberg                                    | Luchtengraben                              | Neuwaldegg                                 | Offen                                      |                                            |
| Gereutebach 4                              | Dreimarkstein                              | Arbesbach                                  | Sievering                                  | Offen                                      |                                            |
| Geroldbach                                 | Michaelerberg                              | Als                                        | Neuwaldegg                                 | Großteils offen                            |                                            |
| Glasgraben                                 | Lainzer Tiergarten                         | Rotwassergraben                            | Lainzer Tiergarten                         | Offen                                      |                                            |
| Grenzgraben                                | Breitenfurt                                | Reiche Liesing                             | Kalksburg                                  | Offen                                      |                                            |
| Grünauer Bach                              | Lainzer Tiergarten                         | Wienfluss                                  | Lainzer Tiergarten                         | Offen                                      |                                            |
| Gspöttgraben                               | Pfaffenberg                                | Arbesbach                                  | Sievering                                  | Großteils offen                            |                                            |
| Gütenbach                                  | Lainzer Tiergarten                         | Liesing                                    | Kalksburg                                  | Offen                                      |                                            |
| Hackhofer Gerinne                          | Nussberg                                   | Donau                                      | Nußdorf                                    | Großteils offen                            |                                            |
| Hainbach                                   | Moosbrunner Boden/Schutzengelberg          | Mauerbach                                  | Hinterhainbach-Vorderhainbach              | Offen                                      |                                            |
| Halterbach                                 | Exelberg                                   | Wienfluss                                  | Hütteldorf                                 | Offen                                      |                                            |
| Hammerschmiedgraben                        | Burgstall                                  | Donau                                      | Nussdorf (Wien)                            | Offen                                      |                                            |
| Hannbaumbach                               | Hühnersteig                                | Mauerbach                                  | Hadersdorf-Mauerbach                       | Offen                                      |                                            |
| Heuberggerinne                             | Heuberg                                    | Anderbach                                  | Ottakring                                  | Offen                                      |                                            |
| Hirschenbach                               | Lainzer Tiergarten                         | Wienfluss                                  | Lainzer Tiergarten                         | Offen                                      |                                            |
| Jägerbach 5                                | Exelberg                                   | Eckbach                                    | Neuwaldegg                                 | Offen                                      |                                            |
| Kaisergraben                               | Lainzer Tiergarten                         | Gütenbach                                  | Kalksburg                                  | Offen                                      |                                            |
| Kalksburger Graben                         | Maurer Wald                                | Reiche Liesing                             | Kalksburg                                  | Teilweise offen                            |                                            |
| Katzengraben                               | Lainzer Tiergarten                         | Lainzerbach                                | Lainzer Tiergarten                         | Offen                                      |                                            |
| Kasgraben                                  | Hochbruckenberg/Baumgartner Wald           | Mauerbach                                  | Hadersdorf                                 | Offen                                      |                                            |
| Klausgraben                                | Kalksburg                                  | Reiche Liesing                             | Kalksburg                                  | Offen                                      |                                            |
| Knotzenbach                                | Maurer Wald                                | Liesing                                    | Mauer-Atzgersdorf                          | Großteils als Bachkanal                    |                                            |
| Kohlenbrennergraben                        | Hermannskogel/Jägerwiese                   | Arbesbach                                  | Grinzing-Sievering                         | Offen                                      |                                            |
| Kolbeterberggraben                         | Kolbeterberg                               | Mauerbach                                  | Hadersdorf                                 | Offen                                      |                                            |
| Kräuterbach                                | Hügelwiese                                 | Als                                        | Salmannsdorf/Hernalser Anteil-Neuwaldegg   | Großteils offen                            |                                            |
| Krottenbach                                | Dreimarkstein                              | Donaukanal                                 | Salmannsdorf-Neustift am Walde-Döbling     | Als Bachkanal                              |                                            |
| Lackenbach                                 | Lainzer Tiergarten                         |                                            | Lainzer Tiergarten-Ober Sankt Veit         | Teilweise offen                            |                                            |
| Lainzerbach                                | Lainzer Tiergarten                         |                                            | Lainzer Tiergarten-Speising-Lainz-Hietzing | Teilweise als Bachkanal                    |                                            |
| Lindgrabenbach                             | Kadoltsberg                                | Knotzenbach                                | Mauer                                      | Großteils als Bachkanal                    |                                            |
| Luchtengraben                              | Heuberg                                    | Als                                        | Neuwaldegg                                 | Großteils offen                            |                                            |
| Marienbach                                 | Lainzer Tiergarten                         |                                            | Lainzer Tiergarten-Ober Sankt Veit         | Teilweise offen                            |                                            |
| Mauerbach                                  |                                            | Wienfluss                                  | Mauerbach-Vorderhainbach-Hadersdorf        | Offen                                      |                                            |
| Mooswiesengraben                           | Mühlberg                                   | Wienfluss                                  | Hadersdorf-Weidlingau-Purkersdorf          | Großteils offen                            |                                            |
| Nesselbach 6                               | Vogelsangberg                              | Donaukanal                                 | Grinzing-Heiligenstadt                     | Teilweise als Bachkanal                    |                                            |
| Ottakringerbach                            | Gallitzinberg                              | Wienfluss                                  | Ottakring                                  | Abgeleiteter Bachkanal                     |                                            |
| Pointenbach                                | Heuberg                                    |                                            | Dornbach                                   | Teilweise offen                            |                                            |
| Reisenbergbach                             | Reisenberg                                 | Nesselbach                                 | Grinzing                                   | Teilweise als Bachkanal                    |                                            |
| Reumanngerinne                             |                                            | Krottenbach                                | Neustift am Walde                          |                                            |                                            |
| Rosenbach                                  | Satzberg/Gallitzinberg                     | Wienfluss                                  | Steinhof-Hütteldorf                        | Großteils offen                            |                                            |
| Rotherdbach                                | Wilhelminenberg                            | Als                                        | Dornbach                                   | Großteils als Bachkanal                    |                                            |
| Rotwassergraben                            | Lainzer Tiergarten                         | Wienfluss                                  | Lainzer Tiergarten-Auhof                   | Offen                                      |                                            |
| Quellengraben                              | Waldandacht                                | Kräuterbach                                | Neuwaldegg                                 | Offen                                      |                                            |
| Schablerbach                               | Burgstall/Nussberg/Kahlenberg              | Donau                                      | Kahlenbergerdorf                           | Großteils offen                            |                                            |
| Schallautzergraben                         | Lainzer Tiergarten                         | Grünauer Bach                              | Lainzer Tiergarten                         | Offen                                      |                                            |
| Schreiberbach                              | Wildgrube                                  | Donaukanal                                 | Grinzing-Nußdorf                           | Großteils offen                            |                                            |
| Steinbach                                  | Schutzengelberg                            | Mauerbach                                  | Steinbach[tal]                             | Großteils offen                            |                                            |
| Veitlissengraben                           | Lainzer Tiergarten                         |                                            | Lainzer Tiergarten-Ober Sankt Veit         | Teilweise offen                            |                                            |
| Vösendorfer Graben                         | Lainzer Tiergarten                         | Hohenauer Teich/Lainzerbach                | Lainzer Tiergarten                         | Offen                                      |                                            |
| Waldbach                                   | Kahlenberg/Leopoldsberg                    | Donau                                      | Kahlenbergerdorf                           | Offen                                      |                                            |
| Wallnergraben                              | Lainzer Tiergarten                         | Rotwassergraben                            | Lainzer Tiergarten                         | Offen                                      |                                            |
| Währingerbach                              | Pötzleinsdorf                              | Als                                        | Pötzleinsdorf-Gersthof-Währing             | Bachkanal                                  |                                            |
| Wiener Graben                              | Kaltenleutgeben                            | Dürre Liesing                              | Kaltenleutgeben/Rodaun                     | Großteils offen                            |                                            |
| Wlassakgraben                              |                                            |                                            | Ober Sankt Veit                            | Teilweise offen                            |                                            |
| Wolfsgraben                                | Schottenwald                               | Halterbach                                 | Schottenwald                               | Offen                                      |                                            |
| Wurzbach                                   | Hühnersteig                                | Wienfluss                                  | Purkersdorf-Weidlingau                     | Offen                                      |                                            |

1 Im Oberlauf auch Dornbach bzw. Alsbach oder Alserbach genannt

2 Auch als Erbsenbach bezeichnet

3 Auch als Parkbach bezeichnet

4 Auch als Spiessbach bezeichnet

5 Auch als Jägerwiesenbach bezeichnet

6 Auch als Erbsenbach bezeichnet

## Sonstige Gewässer
Diese stehenden Gewässer sind groß genug, um von der Stadt Wien laufend auf ihren Gütezustand (u. a. für Badezwecke) überprüft zu werden. Sie sind nur zum Teil öffentlich zugänglich.

### 10. Bezirk (Favoriten)

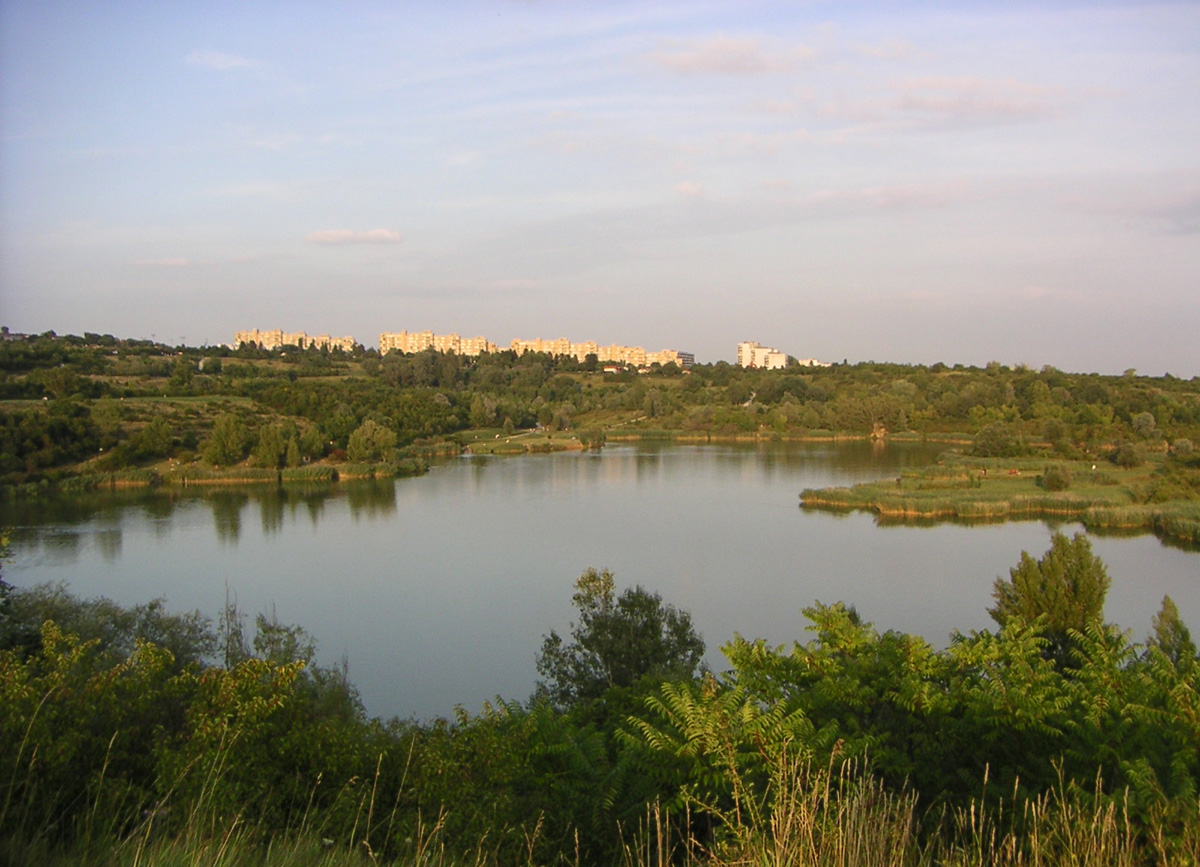
Wienerberger Teich

- Bendateich
- Blauer Teich
- Butter Teich (im Laaer Wald)
- Filmteich (im Kurpark Oberlaa)
- Gaisbergteich
- Grüner See
- Pfeifenteich (im Laaer Wald)
- Schilfteich
- Schwanensee
- Schwimmschulteich
- Seerosenteich
- Seliger Teich (Laaer Berg)
- Volksparkteich
- Wienerberger Teich

### 13. Bezirk (Hietzing)

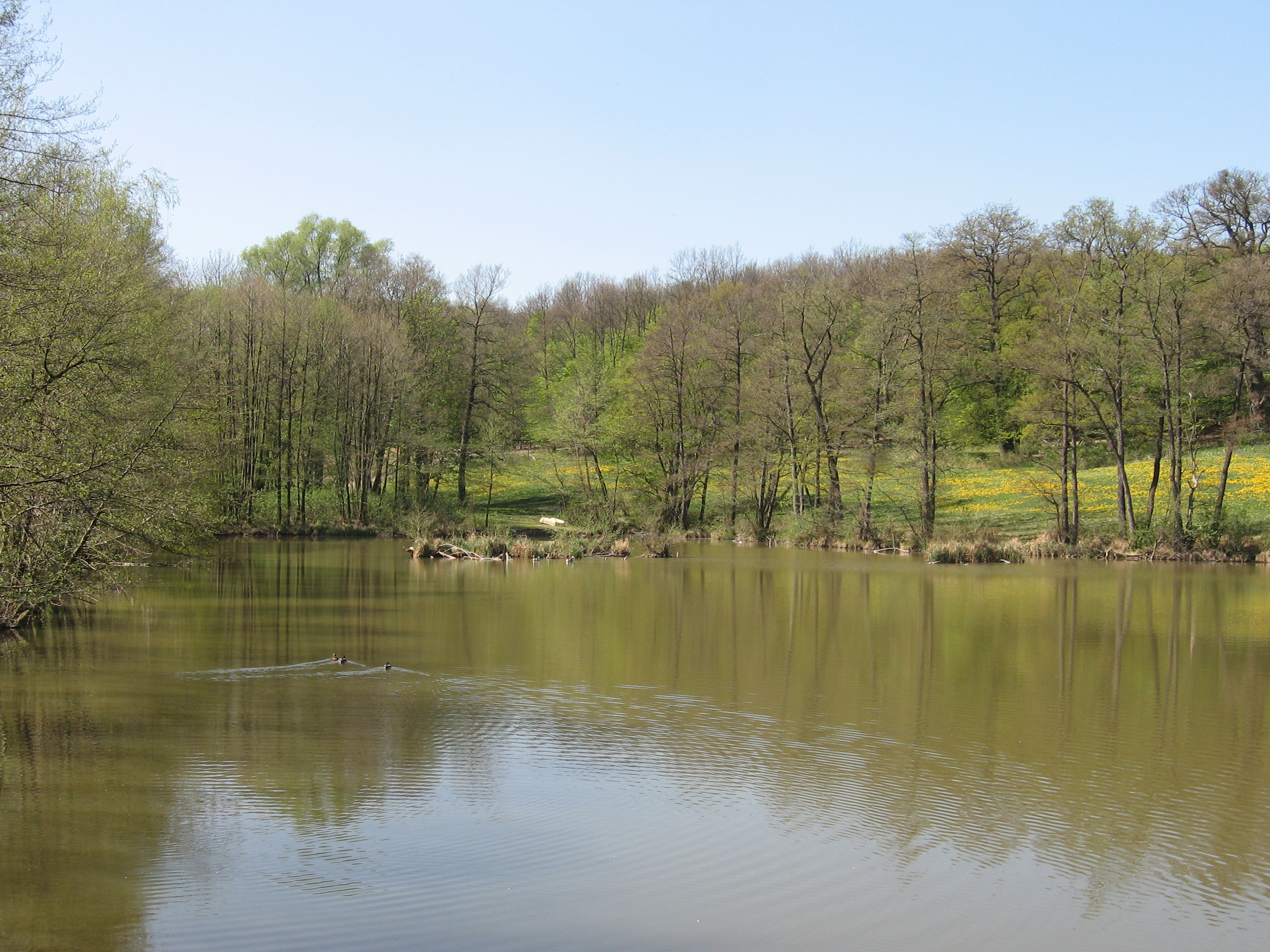
Grünauer Teich

- Grünauer Teich (im Lainzer Tiergarten)
- Hohenauer Teich (im Lainzer Tiergarten)
- Lainzer Teich

### 14. Bezirk (Penzing)

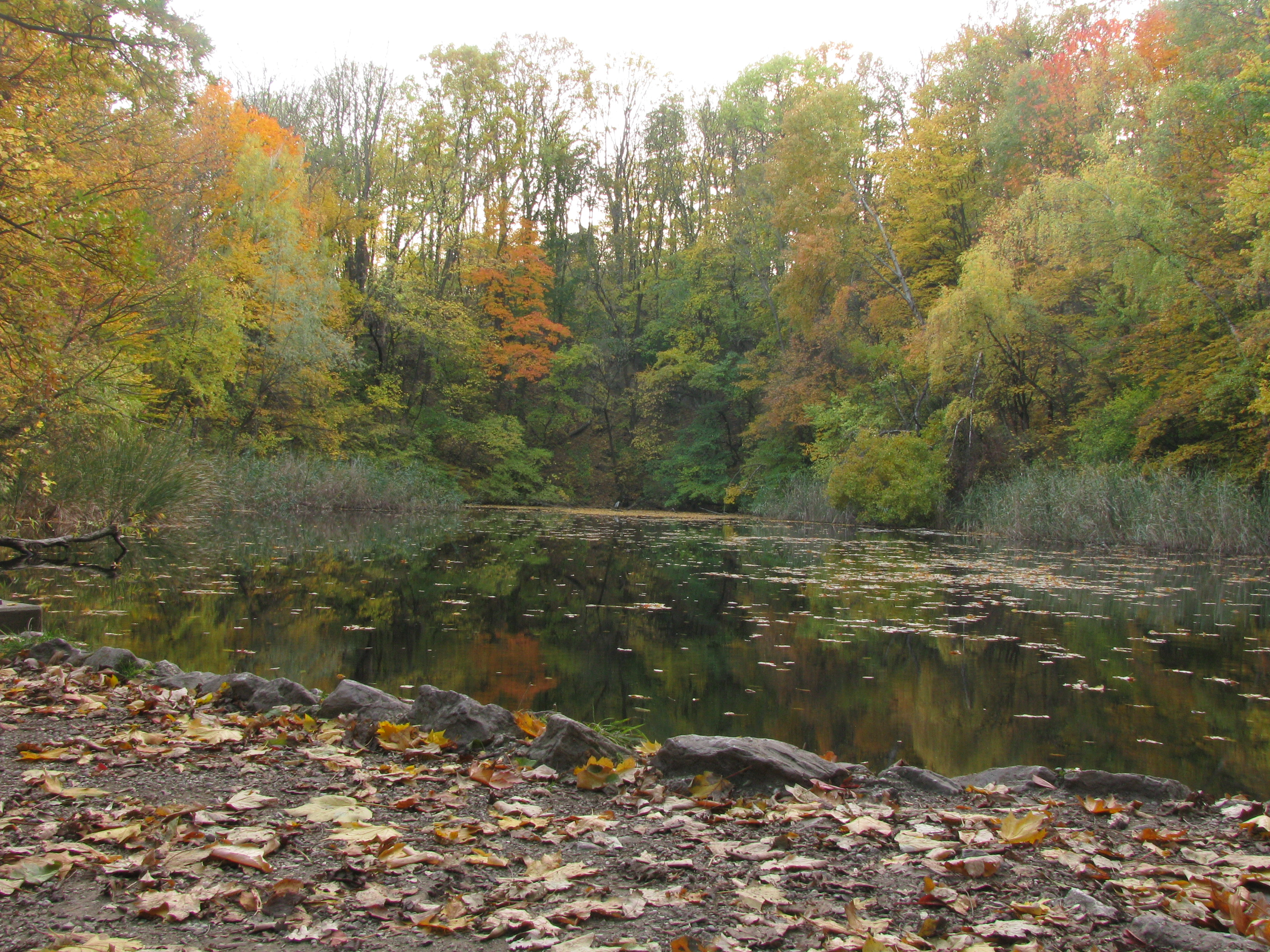
Silbersee in Hütteldorf

- Dehneparkteich (im Dehnepark)
- Heschteich
- Silbersee

### 17. Bezirk (Hernals)
- Hanslteich (Neuwaldegg)

### 21. Bezirk (Floridsdorf)
- Schönungsteich (im Zuge Marchfeldkanal)

### 22. Bezirk (Donaustadt)
- Asperner See
- Badeteich Hirschstetten
- Badeteich Süßenbrunn
- Badeteich Campingplatz Süßenbrunn

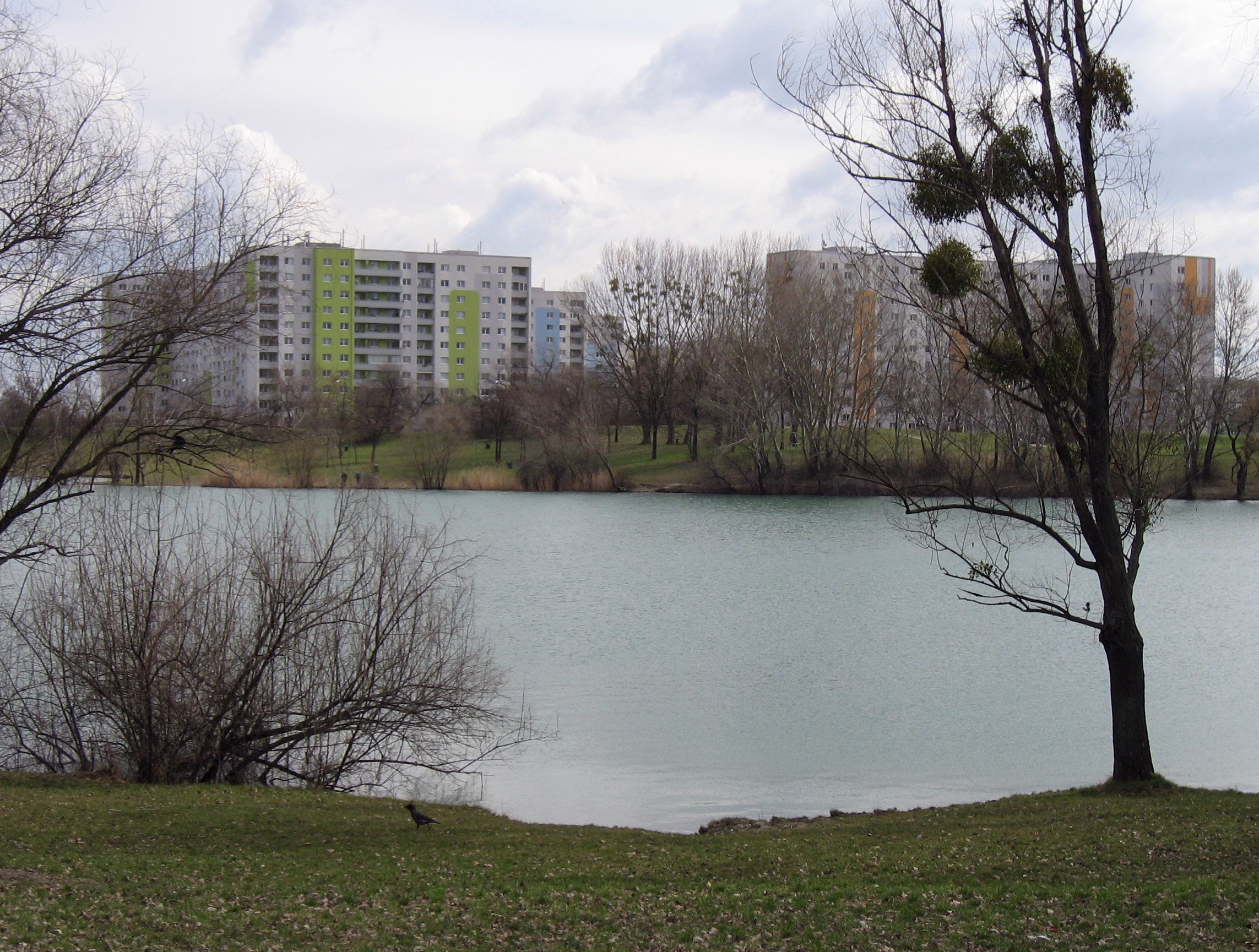
Badeteich Hirschstetten

- Badeteich Jessernig (in Süßenbrunn)
- GM-Teich (Breitenlee)
- Himmelteich
- Karglmayergrube
- Klagergrube
- Krausgrube (in Süßenbrunn)
- Krcalgrube 1 und 2
- Paischerwasser
- Ponyteich
- Readymixteich (Ponysee)
- Rußwasser
- Schlosssee (Kagran)
- Thujasee
- Transportbetonteich (in Süßenbrunn)

### 23. Bezirk (Liesing)

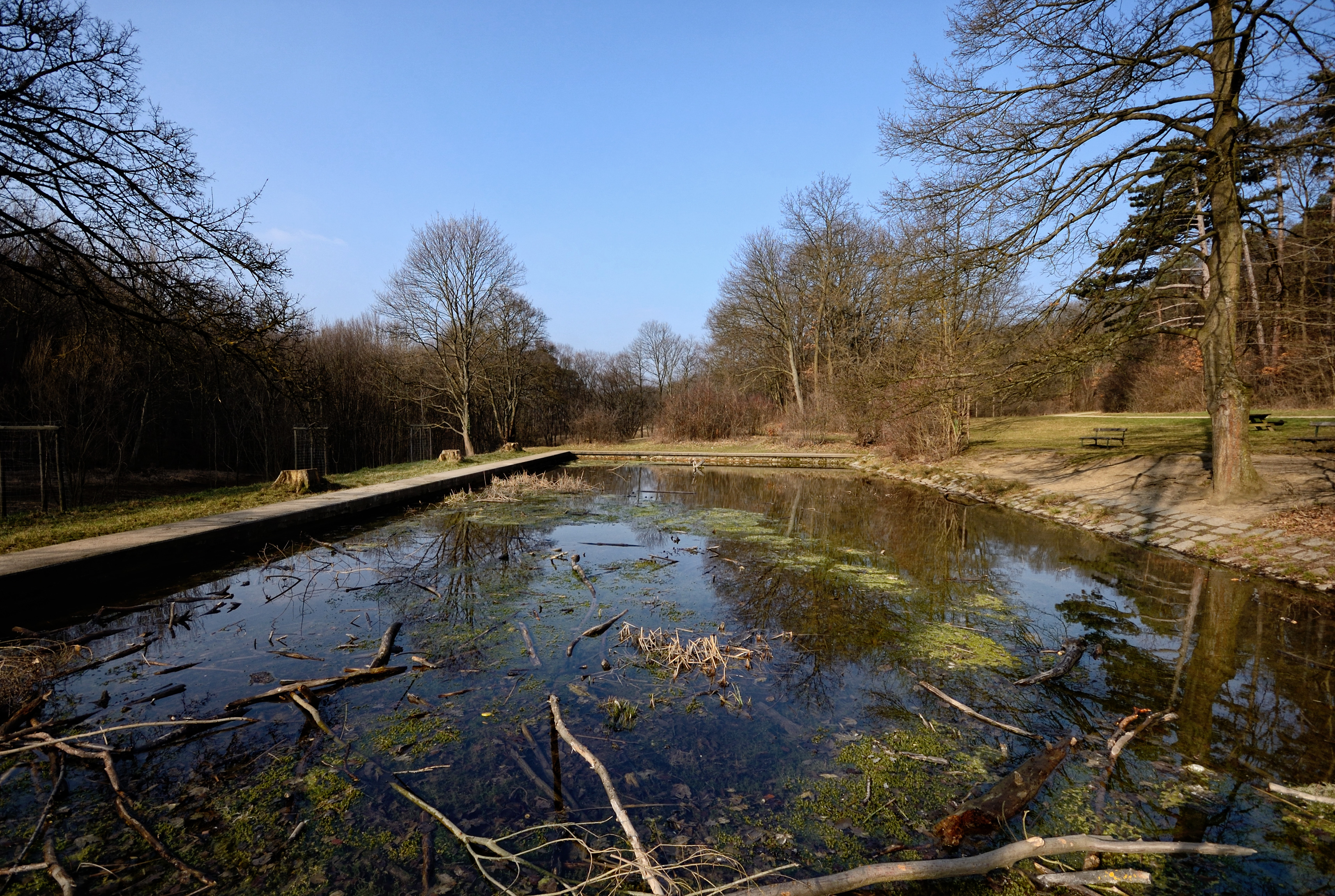
Pappelteich

- Altmannsdorfer Graben (in Inzersdorf)
- Figurenteich (in Inzersdorf)
- Minichlacke (in Mauer)
- Pappelteich (in Mauer)
- Petersbach (in Siebenhirten)
- Schellensee in Siebenhirten
- Steinsee (in Inzersdorf)

## Ehemalige, bedeutende Gewässer
- Wiener Neustädter Kanal
- Fahnenstangenwasser
- römische Wasserleitung zum Legionslager Vindobona